# Cattedrale di San Luigi (Fort-de-France)
La cattedrale di San Luigi (in francese: Cathédrale Saint-Louis) è la chiesa cattedrale dell'arcidiocesi di Fort-de-France, si trova a Fort-de-France, nell'isola di Martinica.

## Storia
La prima menzione di un luogo di culto a Fort Royal risale al 1671 ed era una chiesa costituita da un semplice riparo coperto di paglia. Dopo un incendio provocato dagli olandesi nel 1674, il governatore Charles de Courbon-Blénac decise la sostituzione con un alto edificio, che venne edificato tra il 1678 ed il 1685 e che, secondo padre Jean-Baptiste Labat, aveva due cappelle e misurava 130 metri di lunghezza e 30 di larghezza. Riparato nel 1703, il nuovo edificio fu espanso e dotato di spesse mura piastrellate. In seguito ad una mareggiata nel 1766 subì gravi danni. Infine un terremoto nel 1839 danneggiò notevolmente l'edificio determinandone la chiusura al culto e la decisione di edificare una nuova chiesa sulle fondamenta della precedente.
La prima pietra del nuovo edificio, il cui lavoro venne affidato all'architetto César Jolly, fu posta nel 1845. La chiesa fu inaugurata nel 1854 come cattedrale, in seguito alla creazione della diocesi di Saint-Pierre e Fort-de-France tre anni prima. Nel 1861 il tetto di zinco venne sostituito con un tetto in tegole. Il 22 giugno del 1890 un grande incendio che devastò Fort-de-France colpì anche la cattedrale. Il tetto venne temporaneamente rifatto per permettere le funzioni, ma fu colpito da un ciclone nel 1891. L'edificio venne nuovamente chiuso al culto.

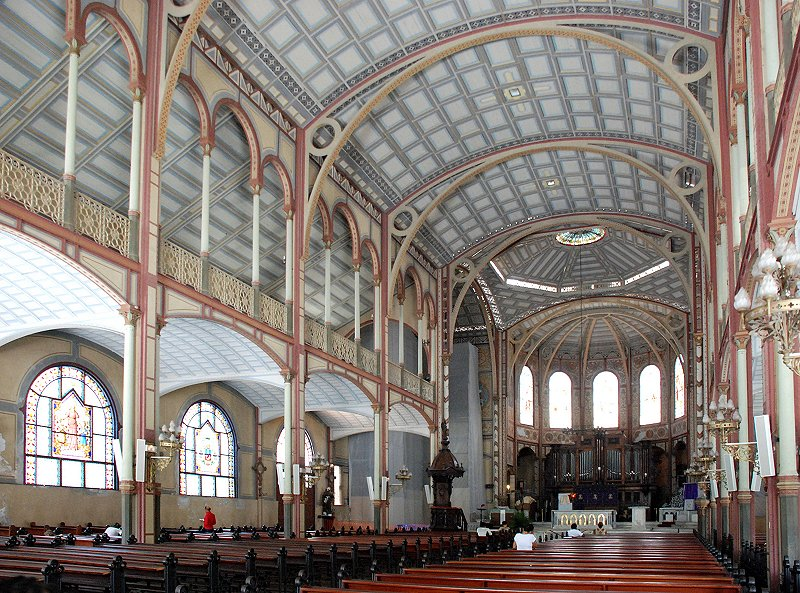
L'interno della cattedrale

La nuova cattedrale, inaugurata solennemente nel luglio del 1895, fu realizzata su progetto dell'architetto parigino Pierre-Henri Picq nel 1891 sul luogo della precedente. L'edificio presenta uno stile che unisce il neogotico all'esterno ed il romano-bizantino, molto di moda all'epoca, all'interno, mediante l'uso di archi a tutto sesto e una cupola ottagonale della misura di 66 metri di lunghezza per 24 metri di larghezza e dotata di un telaio resistente ai terremoti. Il terremoto del 1953 danneggiò fortemente la guglia della cattedrale, che dovette essere smontata nel 1971 per evitare il rischio di caduta. Nel 1976 il comune intraprese una campagna di lavoro affidata al tecnico François Lubin per ripristinare completamente l'edificio. Il campanile alto 58,8 metri è stato così rafforzato e migliorato fino a raggiungere i 25 metri d'altezza. La Cattedrale ristrutturata è stata riaperta il 15 dicembre 1979 con una messa solenne celebrata dall'arcivescovo Maurice Sainte-Marie.
L'esterno della cattedrale è stato oggetto di un nuovo restauro nel 2010, finalizzato a ripristinare le disposizioni originarie.

## Galleria d'immagini

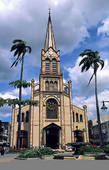
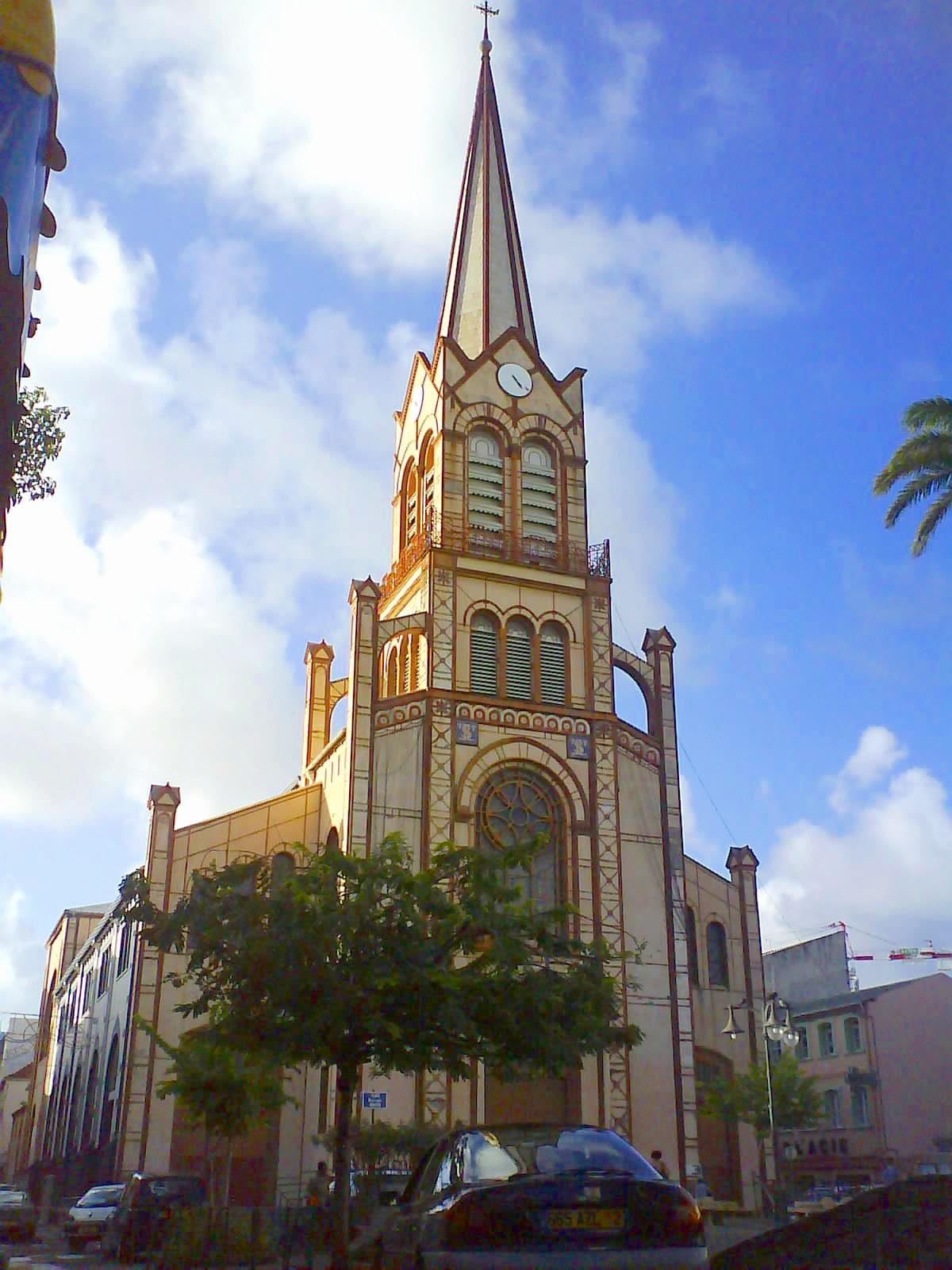
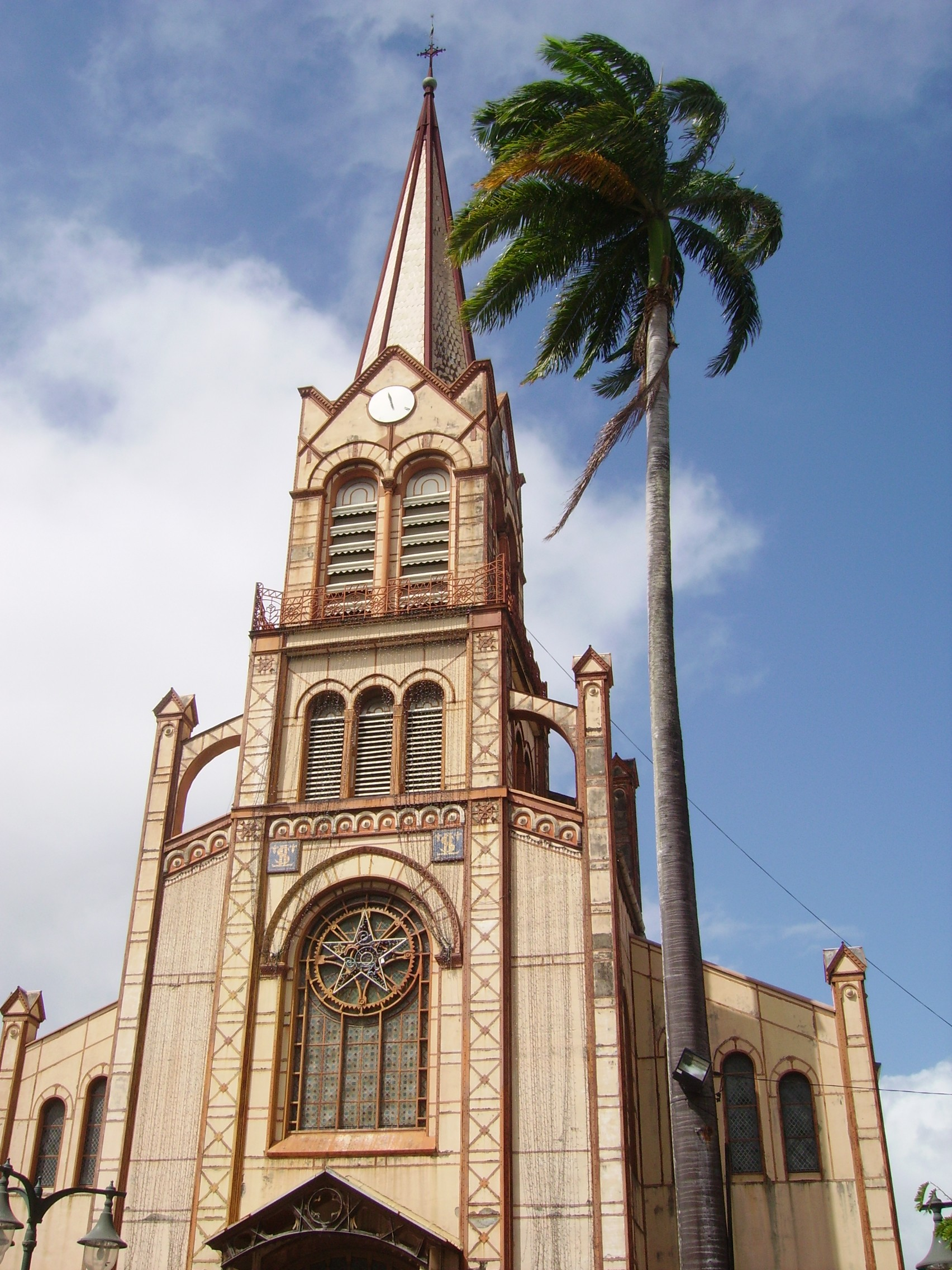
Torre e guglia
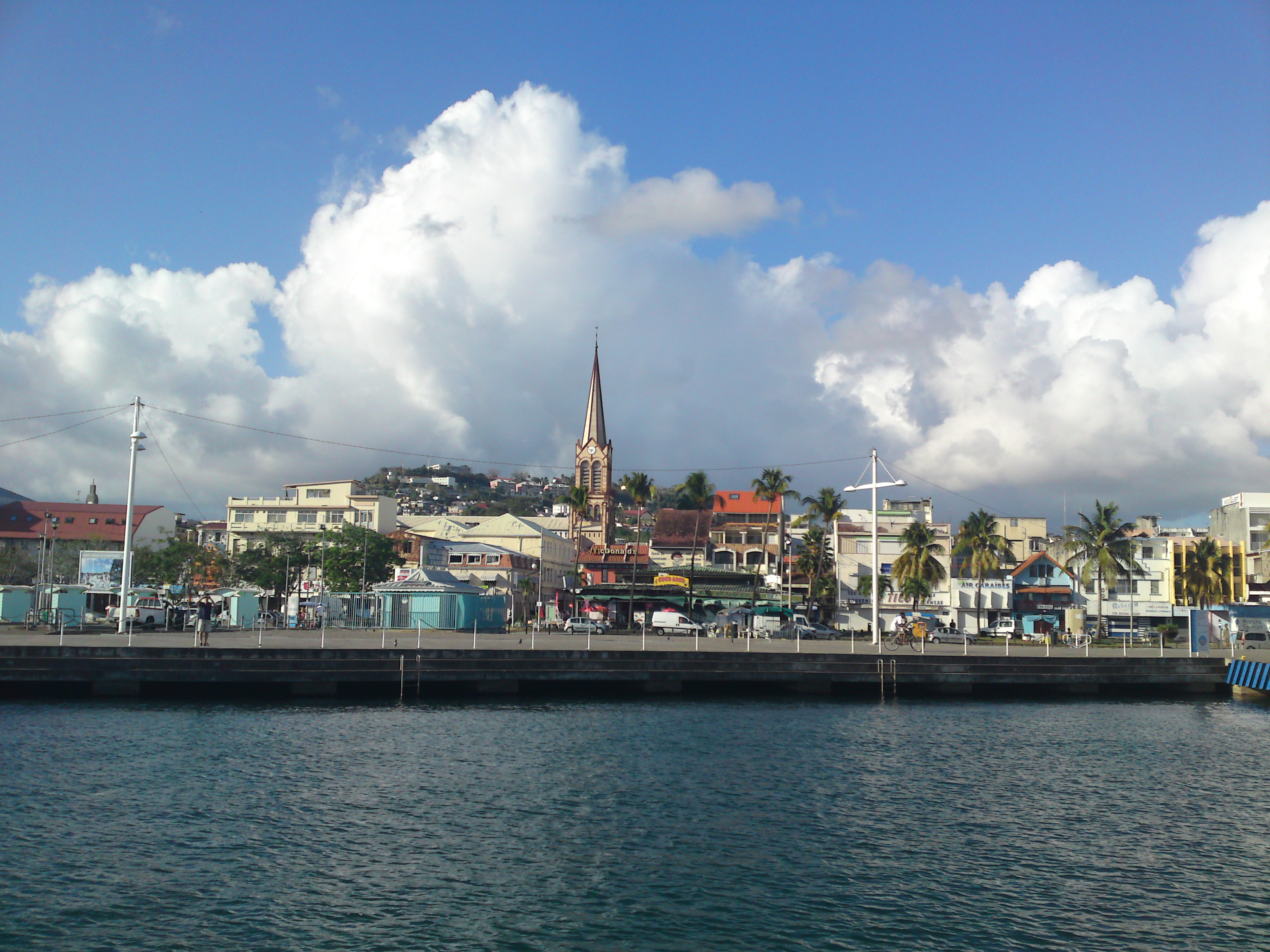
Vista della cattedrale sul lungomare